# Radá
Radá é a maior família de loás no vodu haitiano. Ela inclui espíritos beneficentes relacionados com os voduns da África Ocidental.

## Etimologia
Radá é um cognato de "Arará", e também um orixá da mitologia iorubá.

## Características
Os loás radás são os guardiões da moral e dos princípios relacionados com a África, enquanto que os loas Petros estão ligados ao Novo Mundo, sendo considerados mais agressivos. Alguns loas como Erzulie têm tanto manifestações radás quanto Petro. Alguns loás radás são Lebá, Loco, Aizã, Anaisa Pye, Dambalá, Ayida-Weddo, Erzulie e Agué.